# TET-Stadt
Die TET-Stadt war ein nicht verwirklichtes städtebauliches Projekt des deutschen Keksfabrikanten Hermann Bahlsen.
In den Jahren 1916 und 1917 ließ Bahlsen Pläne für eine Retortenstadt entwickeln, die er in Buchholz an der heutigen Podbielskistraße in Hannover errichten wollte. Die Stadt für etwa 17000 Menschen sollte zugleich Wohn- und Arbeitsstätte für die Beschäftigten der Bahlsen-Werke werden; der vorgesehene Name TET-Stadt bezog sich auf das aus dem Altägyptischen abgeleitete Markenzeichen, mit dem die Bahlsen-Produkte bis heute versehen sind.
Angelehnt an das TET-Signet sollten sich sämtliche Bauten der TET-Stadt gestalterisch an antiken ägyptischen Sakral- und Profanbauten orientieren. Vorgesehen waren neben Fabrikgebäuden für die Gebäckproduktion und zahlreichen Wohnhäusern unter anderem auch kulturelle Einrichtungen wie etwa ein Theater. Das Design des Ensembles sollte die junge Grafikerin Martel Schwichtenberg übernehmen, während der Architekt Bernhard Hoetger für die Planung der Konstruktionen und die Entwürfe der Plastiken zuständig sein sollte. 
2018 wurde nach mehr als 80 Jahren eine vor den Nazis gerettete Statue Hoetgers, die TET-Göttin darstellend, aufgefunden und wieder an ihren Platz am Bahlsen-Stammhaus in Hannover gestellt.
Die Pläne zur Errichtung der TET-Stadt wurden 1919 aufgegeben. 1929 bis 1931 entstand auf dem vorgesehenen Areal die Wohnsiedlung Liststadt. 2013 stellte das Niedersächsische Landesmuseum Hannover eine von der Hochschule Hildesheim/Holzminden/Göttingen (HAWK) erstellte 3D-Simulation der TET-Stadt und ägyptisch beeinflusste Skulpturen von Bernhard Hoetger aus.